# Svartfläckig barbett
Svartfläckig barbett (Capito niger) är en fågel i familjen amerikanska barbetter inom ordningen hackspettartade fåglar.

## Utbredning och systematik
Svartfläckig barbett förekommer i östra Venezuela, Guyanaregionen och nordöstra Brasilien norr om Amazonfloden. Den behandlas som monotypisk, det vill säga att den inte delas in i några underarter.

## Status och hot
Arten har ett stort utbredningsområde, men tros minska i antal, dock inte tillräckligt kraftigt för att den ska betraktas som hotad. Internationella naturvårdsunionen IUCN listar arten som livskraftig (LC).